# Listă de geografi
| - Abulfeda (Siria, 1273 - 1331) - Peter Adams - Agatharchides - Agathedaemon din Alexandria - Johnathon Agnew - Stuart Aitken - A. W. Andrews - Alypius din Antiochia (Imperiul Roman, fl. circa 450) - Hafiz-i Abru (Persia, 15th century) - Ash Amin - Jacques Ancel - Karl Andree (Germania, 1808 - 1875) - Richard Andree - Aaron Arrowsmith - Väinö Auer - Félix de Azara - Ibn Batuda (Maroc, 1304 - 1369) - Oliver Edwin Baker - Robert Balling - Keith Barber - John George Bartholomew - Oliver Bašovský (Slovacia, 1930-2003) - Frederick William Beechey - Walter Behrmann - Charles Tilstone Beke - Lev Semenovich Berg - Brian J.L. Berry - Isaiah Bowman - Al bruni - William R. Black - Nick Blomley - Alison Blunt - Bruce Braun - Edward William Brayley - Conrad Malte-Brun - Stanley Brunn - William Bunge - Philip Burden - Anne Buttimer - Sir Richard Francis Burton, Royal Geographical Society - David Campbell - Manuel Castells - Andreas Cellarius - Samuel de Champlain - Chen Cheng-Siang Chen - George Chisholm (geographer) - Walter Christaller (Germania 1893 - 1969) - Richard Chorley - Claudius Clavus (Claudius Claussøn Swart) - Paul Cloke - Philip Cluwer - Denis Cosgrove (Regatul Unit 1948) - Kevin Cox - Susan Cutter - John Antony Cramer - James Croll - Mike Crang - Phill Crang - Jovan Cvijić (Serbia 1865 - 1927) - Jack Dangermond - William Morris Davis (Statele Unite, 1850 - 1934) - Alexander Dalrymple - Christian Daudel (Franța, n. 1955) - Harm de Blij - Frank Debenham - John Dee (Anglia, 1527 - 1608) - Jared Diamond (Statele Unite, 1937) - Dicaearchus (Grecia, circa 350 î.Hr. - circa 285 î.Hr.) - Vasily V. Dokuchaev - Ján Drdoš (Slovacia, b. 1934) - Erich von Drygalski - William Gordon East - Eratosthenes (Grecia, 276 BC - 194 BC) - Stuart Elden - Lewis Evans (surveyor) - George Everest - Ghazi Falah - Colin Flint - Masahisa Fujita | - Alfons Gabriel - Francis Galton - Johann Georg August Galletti - Henry Gannett - William Garrison - Johann Gottlieb Georgi - Artur Gavazzi (Croația, Slovenia, 1861 - 1944) - John Alan Glennon - Johann Georg Gmelin - Reginald G. Golledge - Michael Frank Goodchild (1944 -) - Jean Gottman - Mark Graham - Derek Gregory - Pyrs Gruffud - Arnold Henry Guyot - Toni Hagen - Torsten Hägerstrand (Suedia, 1916-2004) - Martin Hampl (Republica Cehă, n. 1940) - Richard Hartshorne (Statele Unite, 1899-1992) - Karl Haushoffer - Cole Harris - David Harvey (Statele Unite, Regatul Unit, n. 1935) - Henri Hauser - Zheng He - John Heap - Sven Hedin - Gamal Hemdan (Egipt, 1928-1993) - Alfred Hettner - Hipparchus (Grecia, 190 î.Hr. - 120 î.Hr.) - Thomas Holdich - Johann Homann(Germania, 1664 - 1724) - J.F. Horrabin - Paul D M Hughes - Alexander von Humboldt (Germania, 1769 - 1859) - Carl Humann - Ellsworth Huntington - Thomas Hutchins - Cosmas Indicopleustes - Jane Jacobs - Kim Jeong-ho - Alexander Keith Johnston (1804-1871) - Alexander Keith Johnston (1844-1879) - Felix Philipp Kanitz - David Keeling - Heinrich Kiepert - Jaromír Korčák (Cehia, 1895-1989) - Peter Kozler - Stepan Krasheninnikov - Peter Kropotkin - Robert Kruse - Yves Lacoste - Joannes de Laet - William Lambton - Andrew Latham - Eric Laurier - Philippe Le Billon - Paul Leunissen (Canada, 1972 - ) - David Ley - Michal Lukniš (Slovacia, 1916-1986) - Conrad Malte-Brun - Victor Adolphe Malte-Brun - Kenneth Mason, (Regatul Unit 1887 - 1976) - Doreen Massey - John May - Halford John Mackinder, (Regatul Unit 1861 - 1947) - Kenneth Mason - René Matlovič (Slovacia, n. 1967) - Otto Maull - Emil Mazúr (Slovacia, 1925-1990) - Linda McDowell - D.W. Meinig - Anton Melik - Alfred Merz - Megasthenes - August Meitzen, (Germania 1822 - 1910) - Anton Melik (Slovenia, 1890 - 1966) - Nicolae Milescu - Don Mitchell - Jozef Mládek (Slovacia, b. 1939) - Brent W. Moll - Jedidiah Morse - P.O. Muller - Simion Mehedinți (România 1868 - 1962) - Joseph Nicollet - Pedro Nunes | - Alexandru Obreja - Erich Obst - Vladimir Obruchev - Miles Ogborn - Kenneth Olwig - Gearóid Ó Tuathail - Orlando Ribeiro - David Baines - Pasqualetti - Pausanias (Grecia, fl. circa 150) - Albrecht Penck - Walther Penck - Pavol Plesník (Slovacia, n. 1920) - Philip Porter - Posidonius (Grecia 135 î.Hr.- 51 î.Hr.) - Allan Pred - Nikolai Przhevalski - Pseudo-Scymnus - Ptolemeu (Egipt, Grecia, circa 85 - circa 165) - Pytheas (Grecia, circa 360 î.Hr.) - Sarah A. Radcliffe - Friedrich Ratzel - Amin Razi (Persia, Secolul XVI). - Elisee Reclus - James Rennell - Ferdinand Baron Von Richthofen Secolul XIX - Barry Riddell - Carl Ritter (Germania, 1779 - 1859 - Arthur H. Robinson - Joseph Rock - Friedrich Gerhard Rohlfs - Bernard Romans - Thomas E. Ross - William Roy - Ibn Rustah (Persia, d. 903) - David Sadler - Arun Saldanha - Marwyn Samuels - Milton Santos - Edward Said - Milton Santos - Saskia Sassen - Carl Sauer (Statele Unite, 1889 -- 1975) - Henry Schoolcraft - Leopold von Schrenck - Scymnus - Leopold von Schrenck - Allen J Scott - Ellen Churchill Semple - Edward Shackleton, Baron Shackleton - Andrew Shears - Pyotr Semenov-Tyan-Shansky - Eric Sheppard - Yuly Shokalsky - Neil Smith - Paul Allen Siple - Strabo (Imperiul Roman, Grecua, 63 î.Hr./64 î.Hr. - circa 24 î.Hr) - Edward Soja (Spania, 1942) - Oskar Spate - John Speke, Royal Geographic Society - Simon Springer - Ulf Strohmayer - Ralph Stockman Tarr - Johann Heinrich von Thünen (Germania, 1783 - 1850) - Nigel Thrift - Waldo R. Tobler - Wilhelm Tomaschek - Roger Tomlinson - George Trebeck - Emil Trinkler - Carl Troll - Yi-Fu Tuan (Statele Unite, China, n. 1930) - James A. Tyner - Marinos of Tyre - Edward Ullman - Bernhardus Varenius - Nikolai Vavilov - Paul Vidal de la Blache - Arie van Deursen (Olanda, 1891 - 1963) - James E. Vance - Alfred Russel Wallace - Michael Watts - Alfred Weber (Germania, 1868 - 1958) - Gilbert F. White - Alan Wilson - Charles W. J. Withers - Denis Wood (Statele Unite, n. 1945) - John Kirtland Wright - Xu Xiake - Naomasa Yamasaki - Liliana Zaharia (România, n. 1964) - Michal Zaťko (Slovacia, n. 1933) - Martin Zeiller (Germania, 1589 - 1661) - Wilbur Zelinsky (Statele Unite, n. 1921) - Eberhard August Wilhelm von Zimmermann |

## Vezi  și
- Listă de cartografi
- Listă de geografi greco-romani